# Spilarctia coccinea
Spilarctia coccinea là một loài bướm đêm thuộc phân họ Arctiinae, họ Erebidae.